# Pintubi
De Pintubi is een volk in Australië. Ze leven tegenwoordig in Papunya, zo'n 240 kilometer ten noordwesten van Alice Springs, hoewel de laatst overgeblevenen tot 1984 in de Gibsonwoestijn in het Noordelijk Territorium leefden. Ze behoren tot de Aboriginals.

## Geschiedenis
De Pintubi's zijn beroemd geworden omdat ze erg lang in hun oorspronkelijke gebied bleven wonen. Daarom werden ze ook wel de 'verloren stam' (Engels: lost tribe) genoemd. Het was de bedoeling van de overheid dat ze heropgevoed werden om op te gaan in de burgermaatschappij. Dit gebeurde echter niet, wonderbaarlijk genoeg slaagden de Aboriginals erin hun eigen taal en cultuur te behouden.

## Tegenwoordig
Papunya is nu een van de bekendste autonome Aboriginalgemeenschappen en een opmerkelijk 20e-eeuws succesverhaal. Ceremoniële zandkunstwerken, evenals de patronen die tijdens heilige en geheime rituelen op het lichaam worden aangebracht, stonden centraal in een plaatselijke kunststroming, die uiteindelijk invloed kreeg in heel Australië. De in 1971 opgerichte coöperatie Papunya Tula Artists werd een van de succesvolste door Aboriginals beheerste ondernemingen. De kunstwerken van het collectief hadden ook internationaal succes en leverden in steden als New York en Parijs soms hoge bedragen op. Het grote succes van de Pintubi-ontwerpen heeft andere Aboriginalvolken gestimuleerd hun kunstnijverheid op de markt te brengen. Om aan de toeristische vraag naar Aboriginalkunst te voldoen, zijn ook andere Aboriginals weer geïnteresseerd geraakt in hun Dreamtimeverhalen. De kunstenaars zeggen dat ze hun culturele erfgoed niet verkwanselen, maar dat ze hun cultuur met de rest van de wereld willen delen. De geheimen bewaren ze voor zichzelf en hun kinderen. De stijl mag dan veranderd zijn, de inhoud is nog hetzelfde. Sinds 1981 hebben kunstenaars dependances gesticht in Warlungurra en Kiwirrkura, op de grens van West-Australië en het Noordelijk Territorium. Beide nederzettingen bloeien.
In Kiwirrkura vond in 1984 een onverwachte gebeurtenis plaats: een ontmoeting met wat waarschijnlijk de laatste traditionele Pintubi's of bush-Pintubi's waren. Noch de Aboriginals zelf, noch de niet-Aboriginals hadden gedacht dat er nog Pintubi's waren die op traditionele wijze in de woestijn leefden. De hereniging van de negen bush-Pintubi's met familieleden die ze al 25 jaar niet hadden gezien, trok wereldwijd de aandacht van de media.